# Łazów (województwo podkarpackie)
Łazów – wieś w południowo-wschodniej Polsce, położona w województwie podkarpackim, w powiecie niżańskim, w gminie Krzeszów.
W latach 1975–1998 miejscowość administracyjnie należała do województwa tarnobrzeskiego.
Miejscowość podlega ekumenicznej parafii w Bystrem przy filii św. Michała Archanioła i Maksymiliana Kolbego w Kulnie.

## Części wsi
| SIMC    | Nazwa | Rodzaj    |
| ------- | ----- | --------- |
| 0797040 | Budy  | część wsi |